# Dysdera goyzha
Espèce
Dysdera goyzha est une espèce d'araignées aranéomorphes de la famille des Dysderidae.

## Distribution
Cette espèce est endémique de la province d'As-Sulaymaniya en Irak,. Elle se rencontre vers le mont Goyzha.

## Description
Le mâle holotype mesure 10,83 mm et la femelle paratype 12,63 mm.

## Systématique et taxinomie
Cette espèce a été décrite par Zamani et Marusik en 2024.

## Étymologie
Son nom d'espèce lui a été donné en référence au lieu de sa découverte, le mont Goyzha.

## Publication originale
- Zamani, Khudhur & Marusik, 2024 : « New data on spiders (Arachnida: Araneae) of Iraqi Kurdistan, with new species and records. » Zootaxa, no 5492(2), p. 260-278.